# ألان شابمان (مؤرخ)
ألان شابمان (بالإنجليزية: Allan Chapman)‏ هو مقدم تلفزيوني ومؤرخ بريطاني، ولد في 30 مايو 1946 في Swinton, Greater Manchester ‏ في المملكة المتحدة.

## وصلات خارجية
- ألان شابمان على موقع IMDb (الإنجليزية)